# Wolfgang Goppert
Wolfgang Goppert (* 25. September 1960; † 30. März 2022) war ein deutscher Basketballspieler.

## Laufbahn als Sportler
1982 kam Goppert von der BG Bamberg zur Bundesliga-Mannschaft des 1. FC Bamberg. In seinem ersten Jahr stieg er mit der Mannschaft in die 2. Basketball-Bundesliga ab und 1984 wieder auf. In der Bundesliga-Saison 1984/85 war Goppert hinter dem US-Amerikaner Kennith Sweet mit 340 erzielten Punkten zweitbester Bamberger Werfer.
1987 verließ er Bambergs Bundesliga-Mannschaft und spielte noch für den FC Baunach, mit dem er 1988 in die zweite Liga aufstieg, sowie den TSV Breitengüßbach. Mit den Breitengüßbacher Altherrenmannschaften wurde er später deutscher Meister. Beim TSV Breitengüßbach war Goppert auch als Trainer von Jugend- und Herrenmannschaften sowie als Schiedsrichter tätig.